# Рыбацкий пролив
Рыбацкий пролив (фин. Raminselkä, Kaarlahti) — залив на территории Севастьяновского сельского поселения и Кузнечнинского городского поселения Приозерского района Ленинградской области.

## Общие сведения
Площадь залива — 4,8 км², площадь водосборного бассейна — 422 км². Располагается на высоте 7,0 метров над уровнем моря.
Форма залива лопастная, продолговатая: вытянут с северо-запада на юго-восток. Берега изрезанные, каменисто-песчаные, скалистые.
Залив является частью озера Вуоксы.
С северо-западной стороны в залив впадает река Проточная, берущая начала из озера Богатырского
В заливе более десятка островов различной площади, однако их количество может варьироваться в зависимости от уровня воды.
Вдоль северо-восточного берега залива проходит линии железной дороги Санкт-Петербург — Хийтола.
Код объекта в государственном водном реестре — 01040300215202000012755.